# Глибоководні дослідження

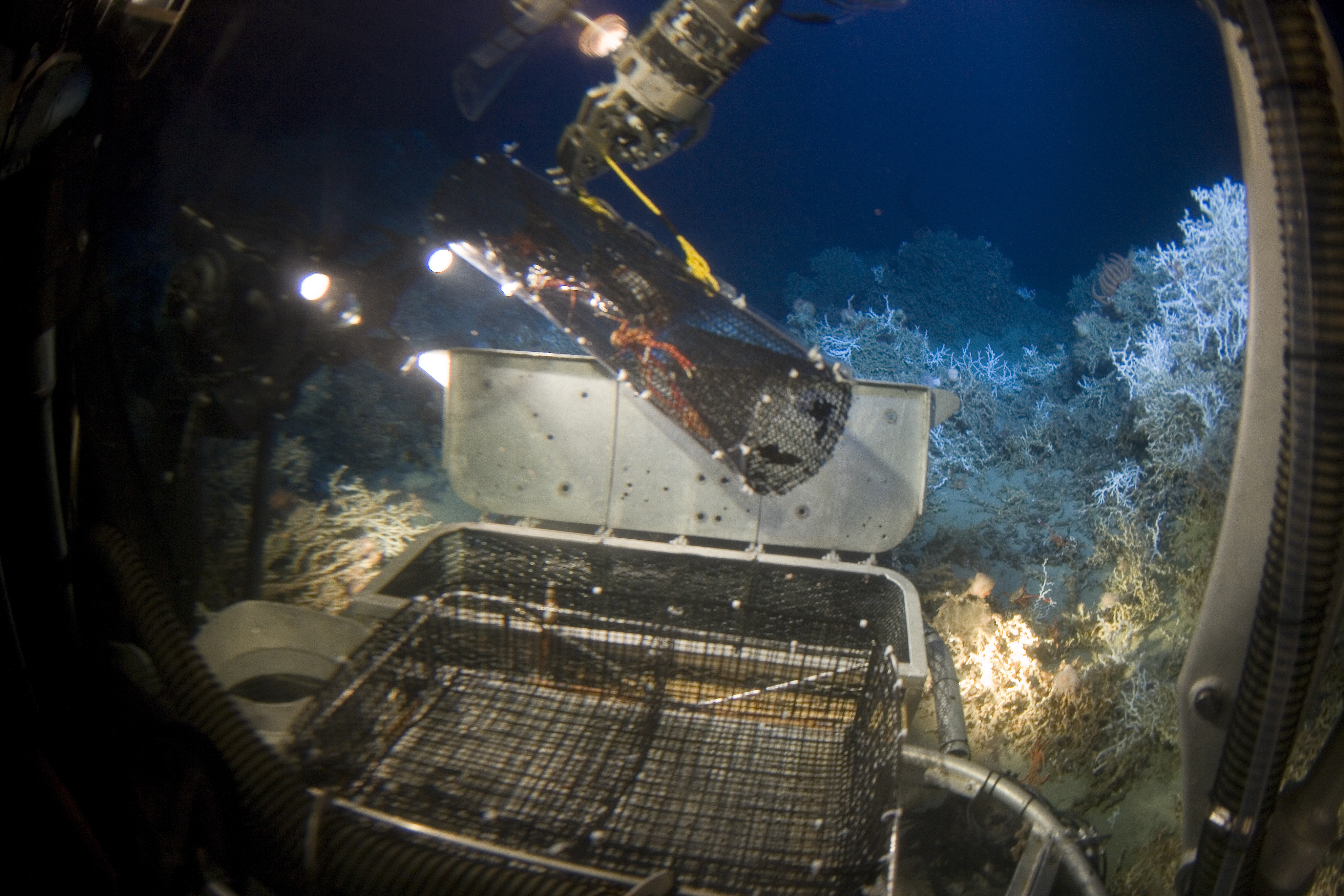
Маніпулятор підводного апарату збирає пастку для крабів, що містить п'ять крабів-галатеїдів. Це пастка для вугрів, яка була модифікована, щоб краще ловити глибоководну фауну. Експедиція «Життя на межі» 2005 року.

Глибоководні дослідження — це дослідження фізичних, хімічних та біологічних умов на морському дні з науковими або комерційними цілями. Глибоководні дослідження вважаються відносно недавньою діяльністю людини в порівнянні з іншими напрямками геофізичних досліджень, оскільки дослідження морських глибин почалося лише в порівняно останні роки. Глибини океану все ще залишаються значною мірою недослідженою частиною планети і утворюють відносно невідкриту територію.
Загалом можна сказати, що сучасні наукові глибоководні дослідження почалися, коли французький вчений П'єр-Симон Лаплас досліджував середню глибину Атлантичного океану, спостерігаючи припливні рухи, які реєструвались на бразильському та африканському узбережжі. Він розрахував глибину в 3 962 метри; це значення пізніше виявилося вельми точним за ехолокаційними методами вимірювання. Пізніше, у зв'язку зі збільшенням попиту на прокладку підводних кабелів, вимагалися точні вимірювання глибини морського дна та були проведені перші дослідження морського дна. Перші глибоководні форми життя були виявлені 1864 року, коли норвезькі дослідники, зокрема, Георг Сарс, отримали зразок морської лілії з глибини 3 109 метрів.
З 1872 по 1876 рік британські вчені провели знакове дослідження океану на борту «HMS Challenger», вітрильному судні, яке було перероблено в корабель-лабораторію. Експедиція «Челленджера» охопила 127 653 км, а вчені з корабля зібрали сотні зразків і гідрографічних вимірювань, виявивши понад 4700 нових видів морських мешканців, включаючи глибоководні організми. Їм також приписують перший реальний огляд основних об'єктів морського дна, таких як глибокі океанічні котловини.
Першим інструментом, який використовувався для глибоководних досліджень, був зондуючий тягар, який використовував британський дослідник сер Джеймс Кларк Росс. За допомогою цього інструмента він досяг глибини 3 700 м у 1840 р. Експедиція «Челленджера» використовувала схожі інструменти, які називаються машинами для зондування Бейлі, щоб витягти зразки з морського дна.
У 20 столітті глибоководні дослідження значно просунулися завдяки низці технологічних винаходів, починаючи від гідролокаційної системи, яка може виявляти присутність об'єктів під водою за допомогою звуку, до пілотованих підводних апаратів для глибокого занурення. У 1960 році Жак Піккар і лейтенант ВМС США Дональд Волш спустилися на батискафі Trieste у найглибшу частину Світового океану, Маріанський жолоб. 25 березня 2012 року режисер Джеймс Кемерон спустився в Маріанський жолоб в «Deepsea Challenger» і, як вважається, вперше зафільмував та взяв зразки дна.
Незважаючи на ці досягнення в глибоководних дослідженнях, подорож до дна океану все ще є складним випробуванням. Вчені працюють над пошуком способів вивчення цього екстремального середовища з палуби корабля. Завдяки більш досконалому використанню волоконної оптики, супутників і роботів з дистанційним керуванням, вчені сподіваються, що одного дня будуть досліджувати глибоке море з екрана комп'ютера на палубі, а не з ілюмінатора.

## Віхи глибоководного дослідження
Екстремальні умови в глибокому морі вимагають складних методів і технологій, що стало головною причиною того, що його дослідження має порівняно коротку історію. Нижче наведено деякі важливі віхи дослідження глибокого моря:
- 1521: Фернан Магеллан спробував виміряти глибину Тихого океану за допомогою мотузки з тягарем, але не знайшов дна.
- 1818: Британський дослідник сер Джон Росс був першим, хто виявив, що глибоке море населене життям, коли ловив медуз і червів на глибині приблизно 2 000 м за допомогою спеціального пристрою.
- 1843: Тим не менш, Едвард Форбс стверджував, що різноманітність життя в глибокому морі невелика і зменшується зі збільшенням глибини. Він заявляв, що не може бути життя у водах глибше 550 м, сформувавши своє припущення у так звану теорію Безодні або Абісальну теорію.
- 1850: Поблизу Лофотенських островів Майкл Сарс знайшов багату різноманітність глибоководної фауни на глибині 800 м, тим самим спростовувавши теорію Безодні.[12]
- 1872—1876: перше систематичне глибоководне дослідження було проведено експедицією «Челленджера» на борту корабля HMS Challenger під керівництвом Чарльза Вайвілла Томсона. Ця експедиція виявила, що в глибинах моря є різноманітна спеціалізована біота.
- 1890—1898: Перша австро-угорська глибоководна експедиція на борту корабля SMS Pola на чолі з Францом Штейндахнером у східному Середземному та Червоному морях.
- 1898—1899: Перша німецька глибоководна експедиція на борту корабля «Вальдівія» під керівництвом Карла Хуна; знайшли багато нових видів з глибин понад 4 000 м у південній частині Атлантичного океану.
- 1930: Вільям Бібі та Отіс Бартон були першими людьми, які досягли глибокого моря під час занурення в так званій Батисфері, виготовленій зі сталі. Вони досягли глибини 435 метрів, де спостерігали медуз і креветок.
- 1934: Батисфера досягла глибини 923 метри.
- 1948: Отіс Бартон встановив новий рекорд, досягнувши глибини 1 370 метрів.
- 1960: Жак Піккар і Дон Волш досягли дна безодні Челленджера в Маріанському жолобі (10 740 метрів) на своєму глибоководному судні «Trieste», де вони спостерігали за рибами та іншими глибоководними організмами.
- 2012: Судно Deepsea Challenger, пілотоване Джеймсом Кемероном, завершило другу пілотовану подорож і першу одиночну місію на дно безодні Челленджера.
- 2018: DSV Limiting Factor, пілотований Віктором Весково, завершив першу місію до найглибшої точки Атлантичного океану, занурившись на 8 375 метрів нижче поверхні океану до дна жолобу Пуерто-Рико.[13]
- 2020: Кетрін Салліван і Ванесса О'Браєн завершили свої місії, ставши першими жінками, які досягли дна безодні Челленджера на глибині 10 925 метрів.[14]

## Океанографічні прилади

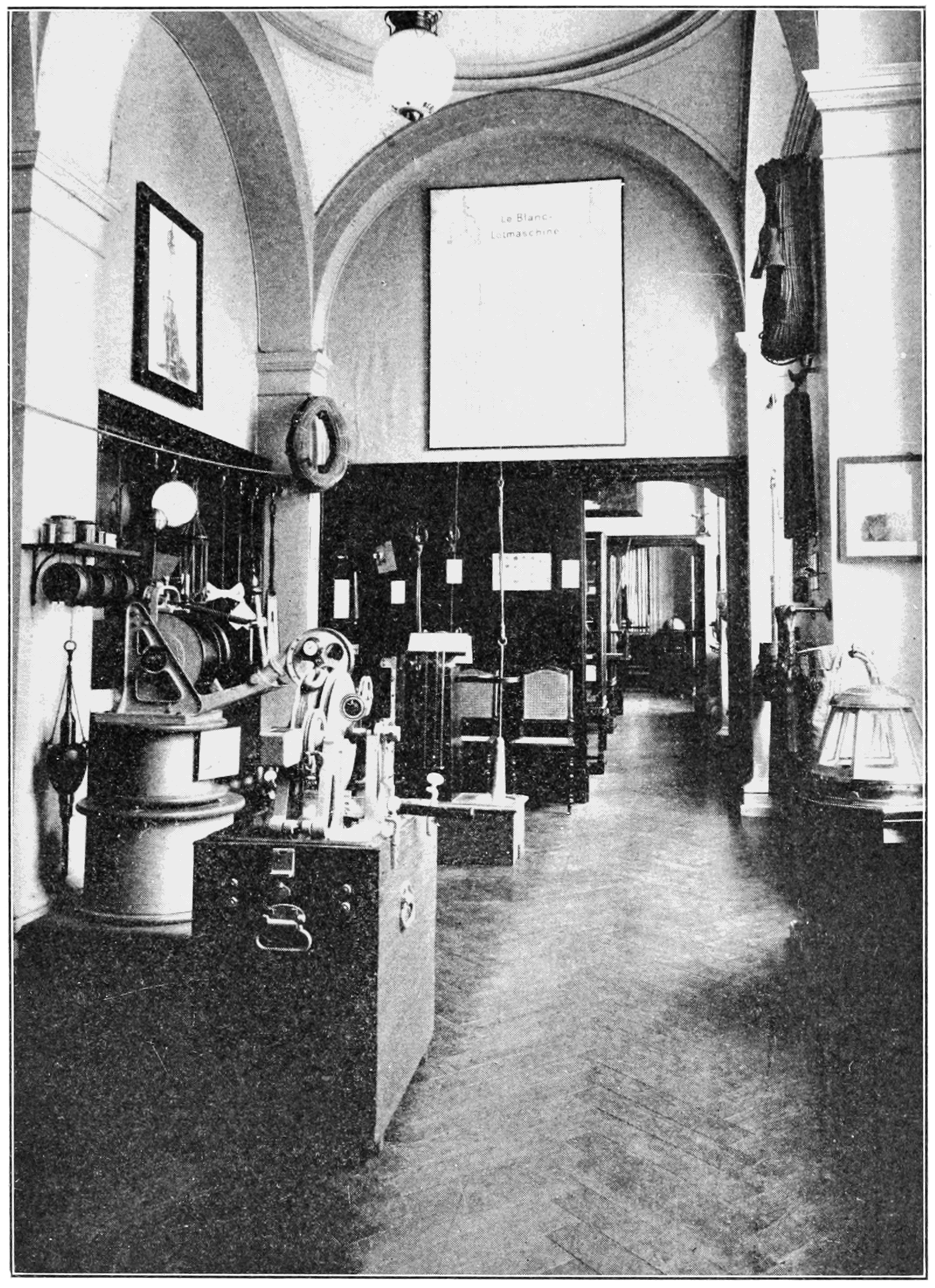
Апарат глибоководного дослідження, 1910 рік

Зондуючий тягар, один з перших інструментів, використовуваних для дослідження морського дна, на кінці мав вигляд трубки, яка вдавлювалася у морське дно, змушуючи зразок потрапити всередину, коли тягар досягав дна океану. Британський дослідник сер Джеймс Кларк Росс використав цей інструмент, щоб досягти глибини 3700 м у 1840 р.
Зондуючий тягар, що використовувався на HMS Challenger, був дещо більш просунутою «зондуючою машиною Бейля». Британські дослідники використовували дротяні зонди для дослідження морських глибин і зібрали сотні біологічних зразків з усіх океанів, крім Північного Льодовитого. На HMS Challenger також використовувалися земснаряди та черпаки, підвішені на мотузках, за допомогою яких можна було отримувати зразки осаду та біологічні зразки морського дна.
Більш досконалим варіантом зондуючого тягаря є гравітаційний керн. Гравітаційний керн дозволяє дослідникам брати проби та вивчати шари осадів на дні океанів. Корпус складається з труби з відкритим кінцем зі свинцевим тягарем і спусковим механізмом, який звільняє керн від підвісного троса, коли керн опускається над морським дном і невеликий тягар торкається грунту. Керн падає на морське дно і проникає в нього на глибину до 10 м. Підняттям керна витягується довгий циліндричний зразок, в якому зберігається структура шарів осадів морського дна. Отримання кернів відкладень дозволяє вченим побачити наявність або відсутність специфічних скам'янілостей у грязі, які можуть вказувати на кліматичні патерни в минулому, наприклад, під час льодовикових періодів. Зразки більш глибоких шарів можна отримати за допомогою керна, вмонтованого в дриль. Бурове судно JOIDES Resolution було обладнане для вилучення кернів з глибини до 1 500 м нижче дна океану.
Ехолотні прилади, також широко використовувалися для визначення глибини морського дна з часів Другої світової війни. Ці прилади використовуються, як правило, для визначення глибини води за допомогою акустичного відлуння. Імпульс звуку, який посилається з корабля, відбивається від морського дна назад до корабля, при цьому інтервал часу між передачею і прийомом пропорційний глибині води. Постійно реєструючи на паперовій стрічці проміжки часу між вихідним і зворотним сигналами, отримується безперервне відображення морського дна. Таким чином нанесено на карту більшість океанічного дна.
Крім того, телевізійні камери з високою роздільною здатністю, термометри, вимірювачі тиску та сейсмографи є іншими помітними інструментами для глибоководних досліджень, винайдених завдяки технологічному прогресу. Ці прилади або опускаються на морське дно за допомогою довгих тросів, або безпосередньо прикріплюються до підводних буїв. Глибоководні течії можна вивчати за допомогою поплавків, що несуть ультразвуковий пристрій, щоб можна було відстежувати їх переміщення з борту дослідницького судна. Такі судна самі по собі оснащені найсучаснішими навігаційними приладами, такими як системи супутникової навігації та системами глобального позиціонування, які утримують судно в реальному положенні щодо гідролокаційного маяка на дні океану.

## Океанографічні підводні апарати
Через високий тиск глибина, на яку водолаз може спуститися без спеціального обладнання, обмежена. Найглибший зареєстрований спуск, здійснений дайвером без костюму, становить 127 метрів. Нові революційні водолазні костюми, такі як «костюм JIM», дозволяють дайверам досягати глибини приблизно до 600 м. Деякі додаткові костюми мають підрулювачі, які можуть підштовхнути водолаза до різних місць під водою.
Щоб досліджувати ще більші глибини, глибоководні дослідники повинні покладатися на спеціально сконструйовані сталеві камери для їх захисту. Американський дослідник Вільям Бібі, також натураліст з Колумбійського університету в Нью-Йорку, співпрацюючи з колегою-інженером Отісом Бартоном з Гарвардського університету, розробив першу практичну батисферу для спостереження за морськими видами на глибинах, яких не міг досягнути водолаз. У 1930 році Бібі і Бартон досягли глибини 435 метрів і 923 метри у 1934 році. Потенційна небезпека полягала в тому, що якби трос обірвався, люди у батисфері не змогли б повернутися на поверхню. Під час занурення Бібі дивився у ілюмінатор і повідомляв про свої спостереження по телефону Бартону, який був на поверхні.
У 1948 році швейцарський фізик Огюст Піккар випробував винайдене ним судно для глибокого занурення під назвою батискаф, судноплавне глибоководне судно з наповненим бензином поплавком і підвісною камерою або гондолою зі сферичної сталі. Під час експериментального занурення на островах Кабо-Верде його батискаф успішно витримав тиск на нього на глибині 1402 метри, але був серйозно пошкоджений важкими хвилями після занурення. У 1954 році з цим батискафом Пікар досяг глибини 4000 метри. У 1953 році його син Жак Піккар приєднався до будівництва нового та покращеного батискафа Trieste, який пірнув до 3139 метрів під час польових випробувань. ВМС США придбали Трієст у 1958 році та обладнали його новою кабіною, щоб він міг досягати глибоких океанських жолобів. У 1960 році Жак Піккар і лейтенант ВМС США Дональд Волш спустилися в Трієсті до найглибшої відомої точки на Землі — безодні Челенджера в Маріанському жолобі, успішно здійснивши найглибше занурення в історії: 10 915 метрів.
Зараз у всьому світі використовується все більше підводних апаратів з кабінами для дослідників. Наприклад, американський DSV Alvin, яким керує Океанографічний інститут Вудс-Хоул, є підводним човном на три особи, який може занурюватися приблизно на 3 600 метрів. Підводний човен оснащений ліхтарями, камерами, комп'ютерами та високоманевреними роботизованими маніпуляторами для збору проб у темряві океанських глибин. Човен здійснив своє перше тестове занурення в 1964 році, а з того часу виконав понад 3000 занурень на середню глибину 1829 метрів. Він також брав участь у різноманітних дослідницьких проектах, наприклад, у якому були виявлені гігантські трубчасті черви на дні Тихого океану поблизу Галапагоських островів .

### Безпілотні підводні апарати
Один з перших безпілотних глибоководних апаратів був розроблений Каліфорнійським університетом на початку 1950-х років за грантом Фонду Аллана Хенкока, наданим для розробки більш економічного методу фотографування на глибинах понад кілометри під водою за допомогою безпілотного сталевої кулі вагою 1 361 кг, здатної витримувати високий тис, що називається бентографом, яка містила камеру та стробоскоп. Оригінальний бентограф, побудований Каліфорнійським університетом, був дуже успішним у зйомці серії підводних фотографій, поки він не застряг між скелями, звідки його не змогли витягти.
Дистанційно-керовані підводні апарати (ДКПА) також все більше використовують у підводних дослідженнях. Ці підводні апарати керуються за допомогою кабелю, який з'єднується з надводним кораблем, і можуть досягати глибин до 6 000 метрів. Нові розробки в робототехніці також призвели до створення АПА, або автономних підводних апаратів. Роботизовані підводні човни запрограмовані заздалегідь і не отримують інструкцій з поверхні. Гібридні ДКПА поєднуть в собі функції як ДКПА, так і АПА, працюючи незалежно або за допомогою кабелю. Апарат Argo був залучений 1985 року для пошуку уламків RMS Титанік ; менший Jason також був використаний для дослідження корабельної аварії.

### Конструкція та матеріали суден, здатних витримувати високий тиск
При будівництві глибоководних дослідницьких суден необхідно надавати особливу увагу обробці, вибору матеріалу та конструкції. Більша частина глибин моря має температури, близьких до нуля, що сприяє крихкості будь-яких використовуваних металів. Якщо судно є пілотованим людиною, частина, в якій знаходиться водолаз або водолази, майже завжди потребує найбільшої уваги. Інші частини підводного апарату, такі як корпуси електроніки, можуть бути зміцнені легкою, але міцною піною, або заповнені щільною рідиною. Однак пілотована частина повинна залишатися порожнистою і під тиском, придатним для людей. Ці вимоги створюють великі навантаження на судно, оскільки різниця тиску між зовнішнім і внутрішнім тиском у кабіні є найбільша. Безпілотні судна також повинні бути ретельно сконструйовані. Хоча різниця тиску не така велика, як у пілотованих суднах, безпілотні судна мають чутливе та делікатне електронне обладнання, яке необхідно берегти. Незалежно від характеру судна, судна, що працюють під тиском, майже завжди мають сферичну або циліндричну форму. Тиск, який океан чинить на судно, має гідростатичний характер, а форма, яка є більш ізотропною або симетричною, допомагає рівномірно розподілити цей тиск.
Обробка вибраного матеріалу для створення підводних дослідницьких апаратів визначає більшу частину решти процесу будівництва. Наприклад, Японське агентство морської науки і технологій (JAMSTEC) використовує кілька автономних підводних апаратів (АПА) з різноманітною конструкцією. Найбільш часто використовуваними металами для виготовлення цих суден високого тиску є ковані сплави алюмінію, сталі та титану. Алюміній вибирають для операцій середньої глибини, де надзвичайно висока міцність не потрібна. Сталь є надзвичайно добре зрозумілим матеріалом, який можна налаштувати на неймовірну границю текучості. Це чудовий матеріал для протистояння екстремальному тиску моря, але сталь має дуже високу щільність, що обмежує розмір сталевих суден під тиском через проблеми з вагою. Титан майже такий же міцний, як сталь, і втричі легший. Здається, що це очевидний вибір, але має кілька власних проблем: по-перше, працювати з титаном набагато дорожче і складніше, а неправильна обробка може призвести до істотних недоліків; по-друге, щоб додати такі функції, як ілюмінатори, до судна під тиском, необхідно використовувати делікатні операції механічної обробки, які несуть ризик для титану. Наприклад, Deepsea Challenger використовував сталеву кулю для розміщення свого пілота. За оцінками, ця сфера здатна витримати 1592 бар гідростатичного тиску, що приблизно еквівалентно глибині океану 15,85 км, що набагато глибше, ніж глибина безодні Челленджера. Титанові сфери меншого розміру використовувалися для розміщення багатьох елементів електроніки судна, оскільки менший розмір знижував ризик катастрофічної поломки.
Ковані метали фізично обробляються для створення бажаних форм, і цей процес зміцнює метал кількома способами. При обробці при більш низьких температурах, також відомій як холодна обробка, метал піддається деформаційному зміцненню. При обробці при високих температурах або гарячій обробці інші ефекти можуть зміцнити метал: підвищені температури дозволяють полегшити обробку сплаву, а подальше швидке зниження температури шляхом гартування фіксує легуючі елементи. Потім ці елементи утворюють осади, які ще більше підвищують жорсткість.

## Наукові результати
У 1974 році Елвін (керований Океанографічним інститутом Вудс-Хоул і Дослідницьким центром Deep Sea Place), французький батискаф Архімед і французька водолазна тарілка CYANA, за допомогою допоміжних кораблів і Glomar Challenger, досліджували велику рифтову долину Серединно-Атлантичного хребта, на південний захід від Азорських островів . Було зроблено близько 5200 фотографій регіону, і зразки відносно молодої затверділої магми були знайдені з кожного боку центральної тріщини рифтової долини, що дає додатковий доказ того, що морське дно розширюється на цьому місці зі швидкістю приблизно 2,5 см на рік (див. Тектоніка плит ,).
Під час серії занурень, проведених у 1979—1980 рр. у рифт Галапагоських островів, біля узбережжя Еквадору, французькі, італійські, мексиканські та американські вчені знайшли конуси гідротермальних джерел, майже 9 метрів у висоту і близько 3,7 метрів у поперек, що випускають суміш гарячої води (до 300 С) і розчинених металів в темних, схожих на дим шлейфах (див. гідротермальне джерело). Ці гарячі джерела відіграють важливу роль у формуванні родовищ, збагачених міддю, нікелем, кадмієм, хромом та ураном .

## Глибоководний видобуток корисних копалин
Глибоководні дослідження набули нових обертів завдяки зростаючому інтересу до багатих мінеральних ресурсів, розташованих на глибинах океанського дна, вперше виявлених під час розвідувальної експедиції Челенджера 1873 року. Зростаючий інтерес держав-членів Міжнародного органу з морського дна, включаючи Канаду, Японію, Корею та Велику Британію, призвів до 18 контрактів на розвідку в зоні розривів Кларіон Кліппертон в Тихому океані . Результатом розвідки та пов'язаних досліджень є відкриття нових морських видів, а також мікроскопічних мікроорганізмів, які можуть мати наслідки для сучасної медицини. Приватні компанії також виявили інтерес до цих ресурсів. Різні підрядники у співпраці з академічними установами придбали 115 591 км2 батиметричних даних високої роздільної здатності, 10 450 збережених біологічних зразків для дослідження та 3153 лінійно-кілометрових зображень морського дна, які допомагають глибше зрозуміти дно океану та його екосистему.